# Ouahkarê Khety
Ouahkarê Khety était un roi héracléopolitain de la IXe ou de la Xe dynastie, pendant la Première Période intermédiaire. Il régnait à partir d’Héracléopolis en Haute-Égypte (20e nome).

## Attestations
Il n'existe aucune preuve contemporaine portant son nom. Ses cartouches figurent sur un cercueil en bois de la XIIe dynastie portant des inscriptions sur le cercueil et fabriqué à l'origine pour un intendant nommé Néfri. Il a été trouvé à Deir el-Bersha et se trouve aujourd'hui au Musée du Caire (CG 28088),. On y a trouvé le nom de Ouahkarê Khety à la place de celui de Néfri, mais on ignore si les textes étaient à l'origine inscrits pour le roi, ou s'ils ont simplement été copiés plus tard à partir d'une source antérieure. Son nom est peut-être également attesté dans le canon royal de Turin.

## Règne

### En tant que roi de laXedynastie
De nombreux spécialistes,,, pensent qu'Ouahkarê Khety était un roi de la Xe dynastie, l'identifiant à celui qui serait l'auteur du célèbre Enseignement pour Merikarê, le plaçant ainsi entre un Neferkarê et Merikarê. 
Dans cette reconstitution, Ouahkarê Khety est le dernier roi d'héracléopolitain portant le nom de Khety. D'après l'Enseignement pour Merikarê, on sait que le roi, en alliance avec les nomarques de Basse-Égypte, a réussi à repousser les "Asiatiques" nomades qui, pendant des générations, ont erré dans le delta du Nil. Ces nomarques, bien que reconnaissant l'autorité du roi, gouvernaient de facto de manière plus ou moins indépendante. L'expulsion des "Asiatiques" a permis l'établissement de nouvelles colonies et structures de défense sur les frontières nord-est, ainsi que la reprise des échanges commerciaux avec la côte levantine. Le roi a cependant averti Merikarê de ne pas négliger la garde de ces frontières, les "Asiatiques" étant toujours considérés comme un danger. Dans le sud, Ouahkarê et le fidèle nomarque d'Assiout Tefibi ont repris la ville de Thinis, précédemment conquise par les Thébains dirigés par Antef II ; cependant, les troupes d'Héracléopolis ont mis à sac la nécropole sacrée de Thinis, un crime grave. Ce crime a provoqué la réaction immédiate des Thébains, qui ont finalement reconquis le nome de Thinis. Après ces événements, Ouahkarê Khety a décidé d'abandonner cette politique belliqueuse et d'entamer une phase de coexistence pacifique avec le royaume du sud, qui a duré jusqu'à une partie du règne de son successeur Merikarê, qui a succédé au long règne - cinq décennies - de Ouahkarê.

### En tant que roi de laIXedynastie
D'autres chercheurs voient en lui le fondateur de la IXe dynastie. En tant que tel, il s'agit d'un nomarque héracléopolitain qui a rassemblé assez d'autorité pour se revendiquer comme le successeur légitime des rois de l'Ancien Empire. Il semble que ce roi ait régné sur ses voisins nomarques avec une poigne de fer, et c'est probablement pour cette raison qu'à une époque ultérieure, ce souverain est devenu l'infâme Achtoes de Manéthon, un roi tyran qui est devenu fou puis a été tué par un crocodile.